# De Jonge Held (waterschap)
De Jonge Held  is een voormalig waterschap in de provincie Groningen. De polder ontstond in 1869 uit de polder van Leegkerk en Dorkwerd (Dorkwerder waterschap) die vanaf 1829 werd bemalen door de molen De Jonge Held, die uitsloeg op een watergang die was verbonden met het Aduarderdiep. 
Het waterschap was gelegen aan de westkant van het Reitdiep. De zuidgrens lag 1 à 2 percelen ten noorden van de Legeweg in Groningen. De noordoostgrens werd gevormd door de Zijlvesterweg tussen Hoogkerk en Dorkwerd, dat wil zeggen dat ten noorden van de Friesestraatweg enkele percelen aan de noordoostkant van de weg ook tot het schap behoorden.
Waterstaatkundig gezien ligt het gebied sinds 1995 binnen dat van het waterschap Noorderzijlvest.

## De Held
Het waterschap is samen met de polder De Oude Held de naamgever van de wijk De Held.